# Taeniotes boliviensis
Taeniotes boliviensis är en skalbaggsart som beskrevs av Dillon 1941. Taeniotes boliviensis ingår i släktet Taeniotes och familjen långhorningar. Inga underarter finns listade i Catalogue of Life.